# Lysenicocephalus
Lysenicocephalus is een geslacht van wantsen uit de familie van de Enicocephalidae. Het geslacht werd voor het eerst wetenschappelijk beschreven door Wygodzinsky & Schmidt in 1991.

## Soorten
Het genus bevat de volgende soorten:

- Lysenicocephalus chemsaki Wygodzinsky & Schmidt, 1991
- Lysenicocephalus macneili Wygodzinsky & Schmidt, 1991